# ادامز میل (ایندیانا)
ادامز میل، ایندیانا (به انگلیسی: Adams Mill, Indiana) در ایالات متحده آمریکا است که در ایندیانا واقع شده‌است.

## خصوصیات
ادامز میل ۲۰۶٫۹۶ متر بالاتر از سطح دریا واقع شده‌است.